# Naturschutzgebiet Figgemecketal
Das Naturschutzgebiet Figgemecketal mit einer Größe von 15,85 ha liegt südlich von Medebach. Es wurde 2003 mit dem Landschaftsplan Medebach durch den Hochsauerlandkreis als Naturschutzgebiet (NSG) ausgewiesen. Das NSG ist Teil des Europäischen Vogelschutzgebietes Medebacher Bucht (DE-4717-401).

## Gebietsbeschreibung
Im NSG handelt es sich um das Grünlandtal der Figgemecke. Im Grünland finden sich Magerweiden und Feuchtwiesen. Am Hang Am dritten Köppel treten flache Felsen zu Tage. Der Hang ist mit einem Rotbuchen-Niederwald bestockt.

## Pflanzenarten im NSG
Auswahl vom Landesamt für Natur, Umwelt und Verbraucherschutz Nordrhein-Westfalen dokumentierter Pflanzenarten im Gebiet: Acker-Witwenblume, Bachbunge, Berg-Platterbse, Besenheide, Gänseblümchen, Gamander-Ehrenpreis, Gemeines Quellmoos, Gewöhnliches Ferkelkraut, Gras-Sternmiere, Große Sternmiere, Großer Wiesenknopf, Heidelbeere, Herbstzeitlose, Kleine Bibernelle, Kleiner Baldrian, Kleiner Wiesenknopf, Kleines Habichtskraut, Knolliger Hahnenfuß, Kohldistel, Kriechender Hahnenfuß, Körner-Steinbrech, Magerwiesen-Margerite, Moor-Labkraut, Moschus-Malve, Quell-Sternmiere, Quellen-Hornkraut, Rundblättrige Glockenblume, Schlangen-Knöterich, Scharfer Hahnenfuß, Spitzlappiger Frauenmantel, Spitzwegerich, Sumpf-Dotterblume, Sumpf-Labkraut, Sumpf-Schachtelhalm, Sumpf-Vergissmeinnicht, Teich-Schachtelhalm, Vogel-Wicke, Wald-Engelwurz, Wald-Veilchen, Waldmeister, Weißes Labkraut, Wiesen-Bocksbart, Wiesen-Bärenklau, Wiesen-Flockenblume, Wiesen-Pippau, Wiesen-Schaumkraut, Zaun-Wicke und Zweispaltiger Hohlzahn.

## Schutzzweck
Das NSG soll das Grünland und Wald mit ihrem Arteninventar schützen. Wie bei allen Naturschutzgebieten in Deutschland wurde in der Schutzausweisung darauf hingewiesen, dass das Gebiet „wegen der Seltenheit, besonderen Eigenart und Schönheit des Gebietes“ zum Naturschutzgebiet erklärt wurde.